# Gabor Wiese
Gabor Wiese (* 1976) ist ein deutscher Mathematiker, der sich mit Zahlentheorie und Modulformen befasst.
Er studierte 1996 bis 2001 Mathematik an der Universität Heidelberg und der Universität Cambridge (1999/2000) und wurde 2005 an der Universität Leiden bei Bas Edixhoven promoviert (Modular Forms of Weight One over Finite Fields), bei dem er schon zuvor in Rennes war. Als Post-Doktorand war er an der Universität Regensburg und wurde 2007 Juniorprofessor am Institut für experimentelle Mathematik der Universität Duisburg-Essen. Er ist ordentlicher Professor an der Universität Luxemburg.
Er befasst sich mit arithmetischer Geometrie und Modulformen, wobei er auch explizite Berechnungen mit Computeralgebra-Programmen für Modulformen ausführt (Experimentelle Mathematik).
2010 erhielt er den Gottschalk-Diederich-Baedeker-Preis.

## Schriften
- Der Zusammenhang von Modulformen und Zahlkörpern (pdf), Essener Unikate, Nr. 33, 2008
- Dihedral Galois representations and Katz modular forms, Documenta Mathematica, Band 9, 2004, S. 123–133
- On the faithfulness of parabolic cohomology as a Hecke module over a finite field, J. Reine und Angewandte Math., Band 606, 2007, S. 79–103
- Multiplicities of Galois representations of weight one (with an appendix by Niko Naumann), Algebra and Number Theory, Band 1, 2007, S. 67–85
- mit Luis Dieulefait: On Modular Forms and the Inverse Galois Problem, Trans. AMS, Band 363, 2011, S. 4569–4584
- On modular symbols and the cohomology of Hecke triangle surfaces,  International Journal of Number Theory, Band 5, 2009, S. 89–108.